# Islamskie Państwo Afganistanu
Islamskie Państwo Afganistanu (pt. د افغانستان اسلامي امارات) – historyczne państwo położone w Azji Środkowej, na terenie obecnego Afganistanu, istniejące w latach 1992–1996, pomiędzy likwidacją II Republiki Afgańskiej, a przejęciem rządów przez talibów i utworzeniem przez nich Islamskiego Emiratu Afganistanu.

## Historia

### Tło

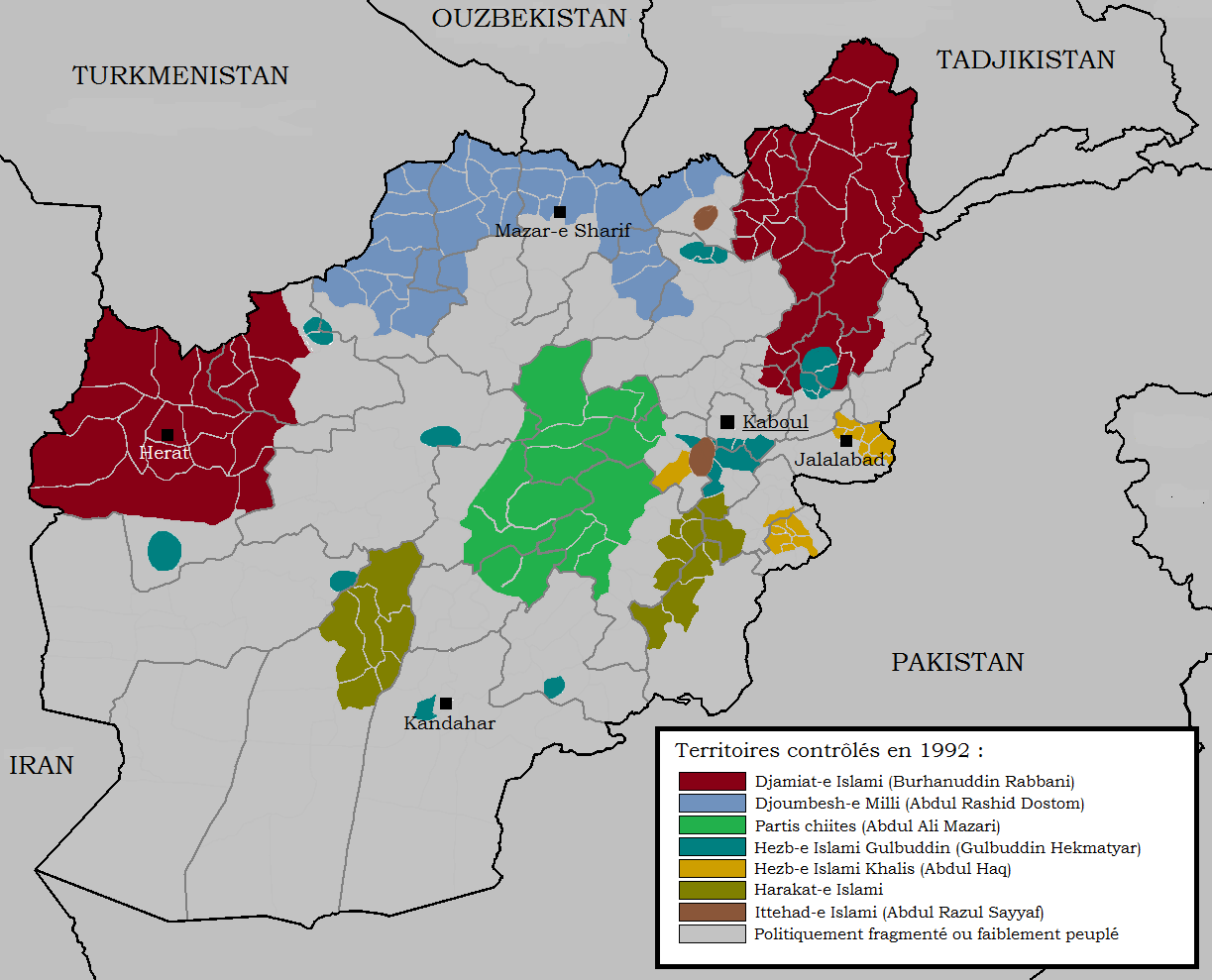
Mapa Afganistanu w 1992 roku – podział kontroli terytoriów

Po wycofaniu się wojsk radzieckich w 1989 roku, Afganistan pogrążył się w chaosie. W wyniku wewnętrznych walk między różnymi frakcjami mudżahedinów, powstało kilka ugrupowań, które walczyły o kontrolę nad krajem. W marcu 1992 roku Mohammad Nadżibullah ustąpił ze stanowiska prezydenta, a w kraju rozpoczęły się negocjacje dotyczące utworzenia nowego rządu. W wyniku tych negocjacji, 25 kwietnia 1992 roku, powstało porozumienie o utworzeniu rządu tymczasowego – tzw. Porozumienie z Peszawaru.
Zdecydowaną część porozumienia podpisały frakcje mudżahedinów, z wyjątkiem Hezb-i Islami, dowodzonego przez Gulbuddina Hekmatjara, który miał ambicje przejęcia Kabulu i rządów w kraju.

### Ustanowienie rządu tymczasowego
Zgodnie z Porozumieniem z Peszawaru, Burhanuddin Rabbani, lider frakcji Dżamiat-i Islami, został mianowany tymczasowym prezydentem Afganistanu. Wraz z utworzeniem Islamskiego Państwa Afganistanu, wprowadzono szereg reform, w tym wprowadzenie prawa szariatu. W miastach zamknięto bary, a kobiety zostały zmuszone do noszenia hidżabów.
Mimo tych prób stabilizacji, nowo powstały rząd nie zdołał utrzymać porządku w kraju. Walki między różnymi grupami opozycyjnymi trwały przez kolejne miesiące.

### Walki o władzę
W wyniku braku stabilności politycznej i trwałych walk, Afganistan znalazł się w stanie niemalże ciągłej wojny domowej. W czerwcu 1993 roku, po kolejnych walkach, doszło do porozumienia, w którym Hekmatjar został mianowany premierem, a prezydent Rabbani pozostał na stanowisku prezydenta przez kolejne pół roku.
Mimo tych formalnych ustaleń, walki nie ustały. Kabul został zniszczony w wyniku zaciętych walk między rywalizującymi frakcjami. Miasto zdewastowały długotrwałe bombardowania i walki uliczne. Liczba ofiar cywilnych rosła, a w kraju panowała ogromna niestabilność.

### Upadek rządu i przejęcie władzy przez talibów
W 1996 roku, po kilku latach walk i nieudanych prób uzyskania stabilizacji politycznej, talibowie, grupa islamskich bojowników wspieranych przez Pakistan, przejęli Kabul i obalili rząd Rabbani’ego.
Po zajęciu stolicy, talibowie ogłosili powstanie Islamskiego Emiratu Afganistanu. Tym samym zakończyła się era Islamskiego Państwa Afganistanu, które istniało przez zaledwie cztery lata, nie zdoławszy jednak zapewnić trwałej stabilności w kraju. Część opozycyjnych sił, skupionych w Sojuszu Północnym, kontynuowała walkę przeciwko nowym rządom.